# Carlo Gartner
Karl Gartner, generalmente italianizzato in Carlo (Vipiteno, 3 aprile 1922 – Vipiteno, 10 giugno 2013), è stato uno sciatore alpino e allenatore di sci alpino italiano.

## Biografia
Era fratello di Helmuth e Arthur (a sua volta padre di Ingrid), tutti a loro volta sciatori alpini. 

### Carriera sciistica
Attivo negli anni quaranta-cinquanta, prese parte ai V Giochi olimpici invernali di Sankt Moritz 1948 (6º nella discesa libera) e ai VI di Oslo 1952 (8º nella discesa libera vinta da Zeno Colò, 18º nello slalom gigante). Partecipò anche ai Mondiali di Aspen 1950, piazzandosi 6º nella gara di slalom gigante vinta sempre da Colò.

### Carriera di allenatore
Dopo i ritiro dalle competizioni, negli anni sessanta fu allenatore di sci alpino presso lo sci club di Sauze d'Oulx.

## Palmarès

### Campionati italiani
- 12 medaglie[4]:
  - 2 ori (slalom speciale nel 1952; slalom gigante nel 1953)
  - 4 argenti (discesa libera, slalom gigante nel 1952; discesa libera, slalom speciale nel 1953)
  - 6 bronzi (discesa libera, slalom speciale, combinata nel 1948; discesa libera, slalom speciale nel 1949; slalom speciale nel 1954)